# J'aimerais partager le printemps avec quelqu'un

J'aimerais partager le printemps avec quelqu'un est un documentaire français réalisé par Joseph Morder, sorti en 2008.

## Synopsis
Il s’agit d’un documentaire entièrement tourné avec un téléphone portable, pour le Forum des images. Cette œuvre pose la question de l’avenir du langage cinématographique.

## Fiche technique
- Réalisation : Joseph Morder
- Scénario : Joseph Morder
- Société de production : Forum des images
- Genre : documentaire
- Durée : 85 minutes
- Année : 2007
- Pays :  France
- Langue : français
- Couleur : couleur
- Date de sortie : 7 mai 2008

## Distribution
- Alain Cavalier : Alain
- Stanislav Dorochenko : Sacha
- Françoise Michaud : Françoise
- Joseph Morder : Joseph
- Rémi Lange : Rémi